# Dragana Mirković
Dragana Mirković, srbska pop-folk pevka, * 18. januar 1968, Kasidol pri Požarevcu, Srbija (takratna Jugoslavija).
Dragana Mirković je popularna srbska pevka. Svojo glasbeno kariero je pričela leta 1984, ko je imela 15 let. Do danes je posnela 19 albumov (od tega enega v angleščini) ter film Slatko od snova. Danes živi s soprogom Tonijem in otrokoma Markom in Manuelo na Dunaju. Ima tudi lastno glasbeno televizijsko postajo DM SAT.

## Biografija
Dragana izhaja iz glasbene družine (po dedku Dragutinu), zato je že v mladih letih izkazovala svoje zanimanje za glasbo z udeležbo na raznih šolskih prireditvah in tekmovanjih, kot so »Stiški akordi«, bila pa je tudi najmlajša solistka KUD Kasidol. Zanjo so kmalu slišali pomembni ljudje iz najmočnejše založbe v tedanji Jugoslaviji, Diskos, ter prosili njene starše da deklica posname ploščo, vendar ji tega starši niso dovolili, dokler ni dokončala osnovne šole. Čeprav je vedno sanjala o tem, da bi postala turistični vodič, je v 15. letu starosti posnela prvi album - Imam dečka nemirnog, ki je bil razprodan v 160.000 primerkih.
Leta 1986 se je pridružila skupini Južni vetar, s katero je posnela 5 albumov. V tem času je posnela dva show programa, pričela s solističnimi koncerti ter trikrat zaporedoma zmagala na festivalu »Poselo 202«. Po zapustitvi skupine se je podala na svojo prvo jugoslovansko turnejo na kateri je v 50. dneh obiskala 50 mest. Nastopila je tudi pred 50.000 gledalci na koncertu bolgarski v Sofiji, na stadionu Vasil Levski. Pod okriljem menedžerja Radoslava Raka Đokića je še povečala svojo koncertno aktivnost, nadaljevala pa je tudi s snemanjem plošč. Leta 1994 je posnela film Slatko od snova ter nadaljevala kariero v velikem slogu vse do leta 2000, ko se je odločila za družino. Poročila se je z avstrijskim poslovnežem Tonijem Bijelićem, se preselila na Dunaj in rodila sina Marka ter hčerko Manuelo. H glasbi se je vrnila leta 2004.

## Zanimivosti
- Posnela je več kot 100 video spotov za svoje pesmi.
- Leta 2006 je dobila nagrado za najboljšo pevko na Balkanu.
- Izpeljala je 9 velikih solističnih turnej po republikah bivše Jugoslavije.
- Video spot za pesem »Za mene si ti« je najdražji video spot na teh prostorih.
- Njena pesem »Kad bi znao kako čeznem« (1986) je večkrat nagrajena kot pesem vseh časov.
- Dragana ima v lasti več kot 40 pozlačenih kipcev in še 30 zlatih in platinastih gramofonskih plošč.
- Igrala je v nemškem filmu »Slumming«.

## Diskografija
- 1984 - Imam dečka nemirnog
- 1985 - Umiljato oko moje
- 1986 - Spasi me samoće
- 1987 - Ruže cvetaju samo u pesmama
- 1988 - Najlepši par
- 1989 - Simpatija
- 1990 - Pomisli želju
- 1991 - Dobra devojka
- 1992 - Dolaze nam bolji dani
- 1993 - Do poslednjeg daha
- 1994 - Nije tebi do mene
- 1994 - Muzika iz filma Slatko od snova
- 1995 - Plači zemljo
- 1996 - Nema promene
- 1997 - Kojom gorom
- 1999 - U godini
- 2000 - Sama
- 2004 - Trag u vremenu
- 2006 - Luče moje
- 2008 - Eksplozija
- 2012 - 20
- 2017 - Od milion jedan